# Levedura nutricional

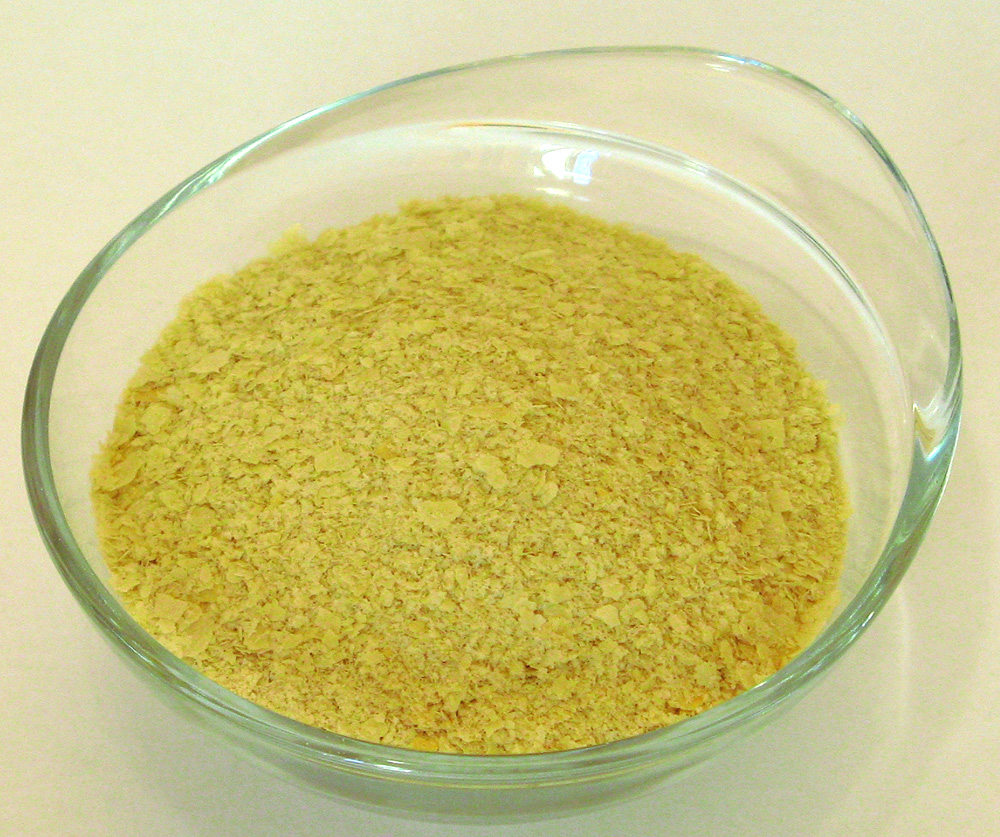
Flocos de levedura nutricional

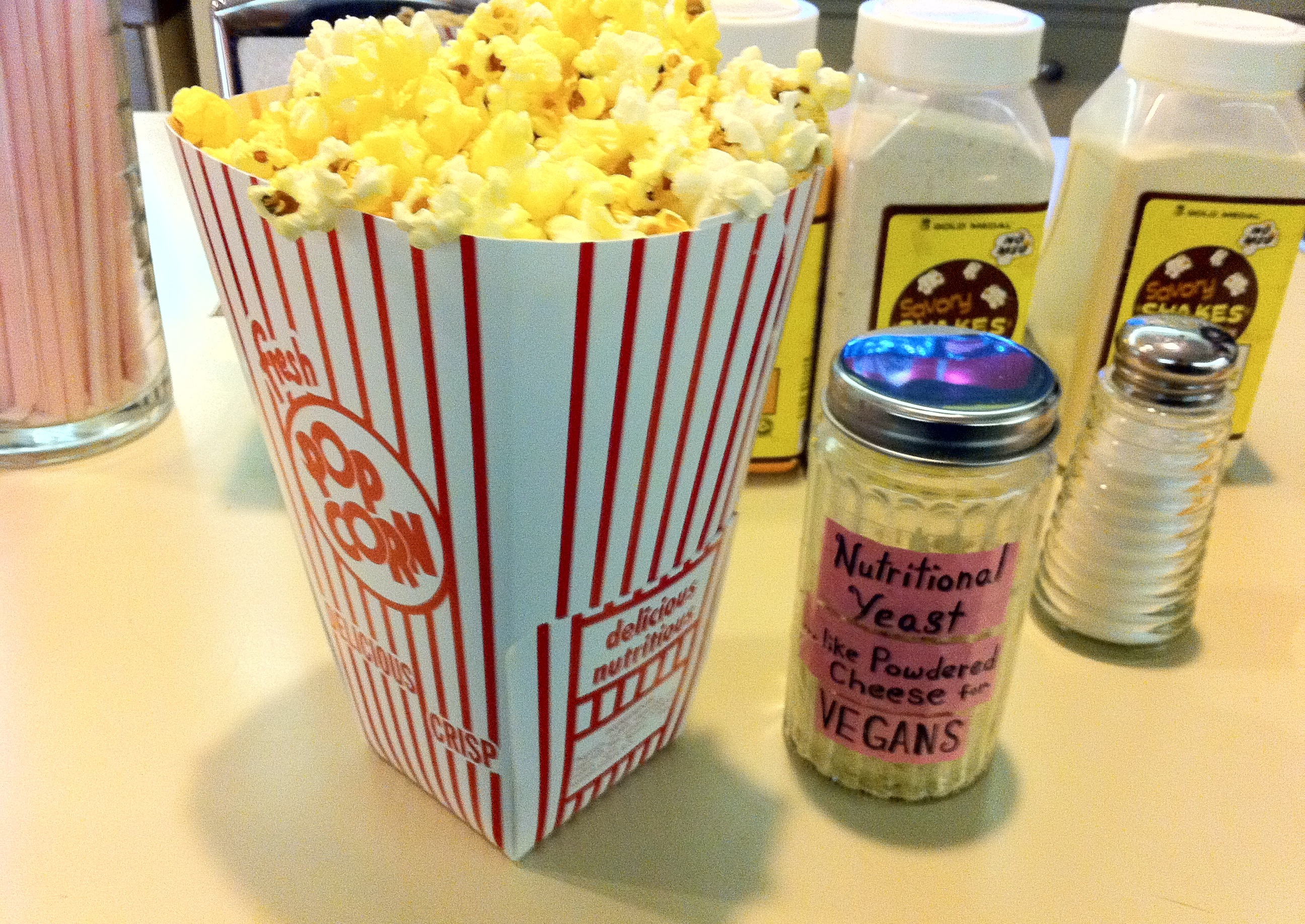
Alguns cinemas oferecem aos visitantes levedura nutricional para o tempero da pipoca

A levedura nutricional é uma levedura desativada, geralmente uma cepa de Saccharomyces cerevisiae, que é vendida comercialmente como produto alimentício. É vendido na forma de flocos, grânulos ou pó amarelos e pode ser encontrado no corredor de granéis da maioria das lojas de alimentos naturais. É popular entre veganos e vegetarianos e pode ser usada como ingrediente em receitas ou como condimento.
É uma fonte significativa de algumas vitaminas do complexo B e contém traços de várias outras vitaminas e minerais. Às vezes, o fermento nutricional é enriquecido com vitamina B12.
A levedura nutricional tem um sabor forte que é descrito como sendo parecido com o das nozes ou do queijo, o que a torna popular como ingrediente substituto do queijo. É frequentemente usada por veganos em vez de queijo por exemplo, no purê de batata ou batata frita, no tofu mexido ou como tempero para pipoca.
Na Austrália, às vezes é vendido como "flocos de levedura salgados" (savouryy yeast flakes). Na Nova Zelândia, é conhecido há muito tempo como "Brufax". Embora "levedura nutricional" geralmente se refira a produtos comerciais, prisioneiros de guerra mal alimentados já usaram levedura "caseira" para prevenir a deficiência de vitaminas. A levedura nutricional é diferente do extrato de levedura, que tem um sabor muito forte e vem na forma de uma pasta marrom escura.

## Produção comercial
A levedura nutricional é produzida pela cultura de uma levedura em um meio nutriente por vários dias. O ingrediente principal no meio de crescimento é a glicose, geralmente de cana-de-açúcar ou melaço de beterraba. Quando o fermento está pronto, é desativado com o calor e então colhido, lavado, seco e embalado. A espécie de levedura usada geralmente é uma variedade de Saccharomyces cerevisiae. As variedades são cultivadas e selecionadas para as características desejáveis e frequentemente exibem um fenótipo diferente das cepas de S. cerevisiae usadas em panificação e cerveja. 

## Nutrição
Os valores nutricionais da levedura nutricional variam de um fabricante para outro. Em média, duas colheres de sopa (cerca de 30 ml) fornecem 60 calorias com cinco gramas de carboidratos e quatro gramas de fibra. Uma porção também fornece 9 g de proteína, que é uma proteína completa, fornecendo todos os nove aminoácidos que o corpo humano não pode produzir. A levedura nutricional pode ser classificada como fortificada ou não fortificada. Embora ambos os tipos contenham ferro, o fermento fortificado fornece 20% do valor diário recomendado, enquanto o fermento não fortificado fornece apenas 5%. A levedura nutricional não fortificada fornece de 35 a 100 por cento das vitaminas B1 e B2.
Uma vez que o fermento nutricional é frequentemente usado por veganos que podem estar interessados em suplementar suas dietas com vitamina B12, tem havido confusão sobre a fonte do B 12 no fermento nutricional. A levedura não pode produzir B12, que é produzida naturalmente apenas por algumas bactérias. Algumas marcas de fermento nutricional, embora não todas, são enriquecidas com vitamina B 12. Quando é fortificado, a vitamina B12 (comumente cianocobalamina) é produzida separadamente e então adicionada à levedura.

## Ácido glutâmico
Todas as leveduras inativas contêm uma certa quantidade de ácido glutâmico. Quando as células de levedura são mortas, as proteínas que compõem as paredes celulares começam a se degradar, quebrando-se nos aminoácidos que originalmente formaram as proteínas.  O ácido glutâmico é um aminoácido de ocorrência natural em todas as células de levedura, bem como em vegetais, fungos e animais, e é comumente usado como intensificador de sabor na culinária em sua forma de sal de sódio, glutamato monossódico.